# Society for Worldwide Interbank Financial Telecommunication
La Society for Worldwide Interbank Financial Telecommunication (in italiano: Società per la Telecomunicazione Finanziaria Interbancaria Mondiale), in acronimo SWIFT, è una società cooperativa con sede legale a Bruxelles, in Belgio, fondata nel 1973 dai principali azionisti di Clearstream e Euroclear che agisce come intermediario finanziario esecutore delle transazioni finanziarie, in moneta o di asset diversi, ad esempio titoli, digitali che si svolgono sulla rete SWIFT da lei gestita ed utilizzata dalla quasi totalità delle banche del mondo.
Lo scopo del sistema è permettere il pagamento diretto anche quando il debitore e il creditore non sono clienti della stessa banca e il pagamento avviene internazionalmente. Fornisce inoltre software e servizi alle istituzioni socie o clienti. I soci ovverosia i proprietari della cooperativa sono principalmente banche. Prima di SWIFT le conferme di trasferimento di fondi internazionali venivano fatte via telegramma con tutti gli errori umani conseguenti.

## Attività
Per quanto riguarda l'attività di intermediazione, la società non trasferisce fondi né per nome né per conto terzi, non detiene fondi dei soci o clienti e non agisce come camera di compensazione o regolamento. Gestisce unicamente il flusso di ordini e ricevute, sotto forma di messaggi, inviati sulla sua rete. Attraverso questi messaggi viene effettuato il pagamento dei debiti tra banche previa compensazione  attraverso le camere di compensazione, che sono i soggetti deputati a gestire il trasferimento dei fondi (in genere le banche centrali) che combinando le posizioni individuali, selezionano i soggetti che sono creditori netti e quelli che sono debitori netti e permettono il saldo di tutte le delle posizioni finanziarie, sino ad una certa ora, tramite il minor numero di trasferimenti di fondi possibili (per fare un esempio in scala estremamente semplificata: se la banca A deve avere 100 € dalla banca B, sempre la banca A deve dare 100 € alla banca C, mentre la banca B deve dare 200 € a C, la stanza di compensazione farà inviare da B 300 €, di cui 100 € per conto di A,  a C, saldando tutte le posizioni relative).  Nel 2021 gli oltre 11000 membri collegati a Swift hanno mandato una media giornaliera di 42000000 di messaggi con un incremento di oltre l'11,4% rispetto al 2020.

## Standard
SWIFT è diventato uno standard di settore per la sintassi nei messaggi finanziari. I messaggi formattati con standard SWIFT possono essere letti, elaborati da molti sistemi di elaborazione finanziari ben conosciuti, sia che attraversino la rete SWIFT o no. SWIFT coopera con le organizzazioni internazionali per definire gli standard per il formato ed il contenuto dei messaggi. SWIFT è anche un'autorità di registrazione (RA) per i seguenti standard ISO:
- ISO 9362: 1994 codici identificatori bancari per messaggi di telecomunicazione Banca-Banca
- ISO 10383: 2003 - Strumenti finanziari di sicurezza e correlati- Codici per la scambio e l'identificazione del mercato (MIC)
- ISO 13616: 2003 Registro IBAN
- ISO 15022: 1999 Schema di sicurezza per messaggi (Data Field Dictionary) (sostituisce ISO 7775)
- ISO 20022-1: 2004 e ISO 20022-2:2007 Schema di messaggi del settore finanziario UNIversal

Nell'RFC 3615 urn:swift:fu definito come Uniform Resource Names (URNs) per SWIFT FIN.

## Rete SWIFTNet
SWIFT si trasferì alla sua attuale infrastruttura di rete IP, conosciuta come SWIFTNet, dal 2001 al 2005, fornendo una sostituzione totale alla precedente infrastruttura X.25. Il processo coinvolge lo sviluppo di nuovi protocolli per facilitare una comunicazione efficiente, usando i nuovi standard esistenti. La tecnologia adottata per lo sviluppo dei protocolli è stata XML, la quale fornisce un involucro per tutti i messaggi.
I protocolli di comunicazione possono essere suddivisi in:
| InterAct                                                           | FileAct                                                          | Browse            |
| - SWIFTNet InterAct Realtime - SWIFTNet InterAct Store and Forward | - SWIFTNet FileAct Realtime - SWIFTNet FileAct Store and Forward | - SWIFTNet Browse |

## Prodotti e servizi
Ci sono 4 aree chiave in cui i servizi SWIFT ricadono nel mercato finanziario: Sicurezza, Tesoro & Derivati, Servizi commerciali e Pagamenti e Gestione di cassa.
| Sicurezza - SWIFTNet FIX (obsoleto) - SWIFTNet Data Distribution - Fondi SWIFTNet - SWIFTNet Accord for Securities | Tesoro e Derivati - SWIFTNet Accord for Treasury - SWIFTNet Affirmations - SWIFTNet CLS Third Party Service | Gestione di cassa - SWIFTNet Bulk Payments - SWIFTNet Cash Reporting - SWIFTNet Exceptions and Investigations | Servizi commerciali - SWIFTNet Trade Services Utility |

### SWIFTNet Mail
SWIFT offre un servizio di messaggistica da persona a persona, SWIFTNet Mail, reso disponibile la prima volta il 16 maggio 2007.

## Casi rilevanti

### Stati Uniti: controllo sulle transazioni europee, coinvolgimento dell'NSA e ilTerrorist Finance Tracking Program
Il Dipartimento del Tesoro degli Stati Uniti, a seguito degli attacchi dell'11 settembre 2001, ha sviluppato un accordo con la Society for Worldwide Interbank Financial Telecommunication al fine di controllare tutte le transazioni finanziarie mondiali. Le comunicazioni avvengono attraverso modelli di messaggi denominati "Fin message", contenenti tutte le informazioni sulle transazioni, tra cui dati dell'ordinante, del beneficiario, estremi dei conti. L'accordo è rimasto segreto fino al 2006, quando il New York Times ha pubblicato un articolo in cui segnalava l'acquisizione delle transazioni da parte del Dipartimento del Tesoro. A questo punto l'Unione europea ha intrapreso iniziative per disciplinare e limitare l'acquisizione dei dati di cittadini europei da parte degli USA, concretizzate con la Decisione 2010/412/EU, che ha dato vita al Terrorist Finance Tracking Program (TFTP).

### Iran: sanzioni dal 2012
All'inizio del 2012, un'organizzazione che si batte contro il nucleare iraniano (UANI - United Against Nuclear Iran) iniziò una campagna perché l'Iran fosse espulso dal circuito SWIFT per far rispettare completamente le sanzioni contro di esso.
Dopo un iniziale tentennamento, SWIFT accordò all'espulsione dal circuito di alcune banche iraniane che stavano violando le sanzioni.
Nel febbraio 2016 tutte le banche iraniane espulse si riconnessero allo SWIFT, come parte del JCPOA.

### Israele: operazioneProtective Edgedel 2014
Nel 2014, durante l'operazione Protective Edge condotta da Israele nella West Bank, alcune organizzazioni filo-palestinesi chiesero l'espulsione di alcune banche israeliane, ma SWIFT rigettò tali richieste.

### Russia: sanzioni per l'invasione dell'Ucraina nel 2022
Nell'estate 2014 vi furono pressioni particolarmente da parte del Regno Unito per espellere la Russia dal circuito SWIFT come parte dell'invasione della Crimea, ma esso non intervenne.
Con l'Invasione russa dell'Ucraina del 2022, dopo l'esitazione nel 2021, SWIFT ha infine deciso di intervenire e di scollegare la Russia dal circuito stesso.

## Concorrenza
- CIPS - Sistema creato dalla Cina nel 2015 per il commercio in Renminbi (al 2021 utilizzato da oltre 100 paesi e 1200 istituzioni economiche).[15][16]
- SPSF - Sistema creato dalla Russia (utilizzato attualmente solo da alcuni Stati del CSI, dalla Germania e dalla Svizzera).[17]
- SFMS - Sistema lanciato dall'India nel 2001 per il suo mercato interno.
- INSTEX - Sistema ideato dall'Unione europea per il commercio con l'Iran, lanciato nel 2019 con prima transazione avvenuta a marzo 2020 (usato da Svezia, Danimarca, Finlandia, Paesi Bassi e Belgio), seppur con diversi inceppi.[18][19][20]